# Heritage (Opeth-Album)
Heritage ist das zehnte Studioalbum der schwedischen Progressive-Metal-Band Opeth. Es erschien am 13./14. September 2011 bei Roadrunner Records.

## Geschichte
Auf Heritage lässt die Band die früheren Death-Metal-Einflüsse völlig hinter sich. Das Album entstand Anfang 2011 in den Atlantis Studios in Stockholm. Von Mikael Åkerfeldt selbst produziert, wurde es von Steven Wilson abgemischt. Janne Hansson war der Toningenieur. Am 1. Dezember 2010 gab die Band bekannt, dass sie in Stockholm ins Studio ging. Bereits im September 2010 hatte Akerfeldt der Presse anlässlich der DVD-Veröffentlichung von In Live Concert at the Royal Albert Hall von seinem Schreibprozess für das neue Album berichtet.
Das Magazin Rock Hard widmete der Band vorab eine zehnseitige Titelstory und erschien mit einer Extra-CD, die The Devil's Orchard von Heritage und sechs weitere Live-Stücke vom Rock Hard Festival enthielt.

## Kritik und Erfolg
Rezensionen auf den Babyblauen Seiten fielen überwiegend wohlwollend aus, so wurden v. a. der Mut zum Stilwandel und die handwerkliche Qualität gelobt. Andererseits wurde bemängelt, dass es an Originalität und Höhepunkten fehlt. Im Rock Hard erreichte das Album mit einer Durchschnittsbewertung von 7,5 aus 10 Punkten den achten Platz der monatlichen „Richterskala“. Holger Stratmann beschrieb Heritage als ein „interessantes Album mit leichten Schwächen“. Die Musikzeitschrift Eclipsed kürte Heritage zum Album des Jahres 2011, nachdem es zuvor im Oktober bereits Album des Monats war. Mike Borrink stellte fest, dass Åkerfeldt mit diesem Album „wohl am Ende einer langen Reise angekommen ist. […] Opeth bleiben einzigartig und ehrlich.“
Das Album erreichte mit Platz 9 in Deutschland die erste Top-Ten-Platzierung der Band. In den USA kam es auf Platz 19.

## Titelliste
Alle Stücke wurden von Mikael Åkerfeldt geschrieben, sofern nicht anders angegeben.
1. Heritage – 2:05
2. The Devil's Orchard – 6:40
3. I Feel the Dark – 6:40
4. Slither – 4:03
5. Nepenthe – 5:40
6. Häxprocess – 6:57
7. Famine – 8:32
8. The Lines in My Hand – 3:49
9. Folklore – 8:19
10. Marrow of the Earth – 4:19

### Bonus-Tracks der Limited Edition
1. Heritage 5.1 Surround Mix
2. Pyre (Åkerfeldt, Åkesson) – 5:32
3. Face in the Snow – 4:04
4. DVD: The Making of Heritage: A Documentary